# Libreboot
Libreboot (la un moment dat cunoscut sub numele de GNU Libreboot   ) este un proiect de software liber bazat pe Coreboot⁠(d), menit să înlocuiască firmware-ul proprietar BIOS conținut de majoritatea computerelor personale. Libreboot este un sistem ușor conceput pentru a efectua doar numărul minim de sarcini necesare pentru a încărca și rula un sistem de operare modern de 32 de biți sau de 64 de biți .

## Caracteristici
Libreboot este stabilit ca o distribuție a Coreboot⁠(d), dar cu blob-uri binare proprietare eliminate din coreboot.  Libreboot face coreboot ușor de utilizat prin automatizarea proceselor de construire și instalare.    
Dezvoltatorii Libreboot au realizat inginerie inversă a firmware-ului de la Intel și au creat un o modalitate de a crea un firmware liber care îndeplinește specificațiile de la Intel. 

## Istorie
Pe 22 mai 2021, a fost anunțată o nouă lansare a Libreboot. 